# Січ (студентська організація)
«Січ» — назва українських студентських організацій, що діяли у 2-й половині 19 ст. і 1-й половині 20 ст. у Львові, Чернівцях, Ґраці й Відні. Найтривалішою і найактивнішою була заснована 1868 року «Січ» у Відні.

## «Січ» у Львові
Найстаршою поміж ними була «Січ» у Львові (1861–1863) яка була створена з об'єднання студентських товариств «Союз» (з 1875) і «Молода Україна» (з 1900).

## «Січ» у Чернівцях
«Січ» у Чернівцях проіснувала від 1902 до 1923, зосереджуючись головно на культурному-освітному діяльності серед українців Буковини; видавала «Бібліотеку», неперіодично брошури українознавства та гумористичну газету «Січове Слово» (1904).

## «Січ» у Ґраці
Засноване 1895 студентське земляцтво «Русь» у Ґраці 1910 було перейменоване на Українське Студентське Товариство «Січ — Ґрац»; воно об'єднувало після 1918 близько 50, по 1945 — близько 200 студентів й активно діяло до кінця 1940-х pp.; орган — журнал «Студентський Прапор» (1947–1948).

## «Січ» у Відні
«Січ» віденська, одна з найстарших українських студентських організацій, заснована 9 січня 1868 у Відні. Засновниками й першими голови «Січ» віденської були А. Вахнянин і Ю. Целевич; у наступні роки товариство очолювали М. Подолинський, І. Пулюй, І. Горбачевський, Я. Окуневський, І. Куровець, М. Кордуба, В. Старосольський, Р. Перфецький, З. Кузеля, О. Бачинський, Р. Залозецький, Д. Равич, Б. Лончина, А. Мельник та ін.
Кількість членів «Січі» віденської змінювалася залежно від політичних подій: 1868 — 27, 1880 — близько 38, 1890 — 40, 1898 — 30, 1901 — 02 — понад 70, 1915 — 16 — бл. 200, 1922 — 327, на початок 1930-х pp. — 46, 1941 — понад 100, 1943 — понад 200; чимало членів «Січі» віденської стали пізніше відомими вченими та суспільно-політичними діячами.
«Січ» віденська, як перше українське студентське товариство народовецького напряму, відіграло видатну роль в історії української національного відродження під Австрією.
У 1870-х pp. «Січ» віденська брала активну участь у поширенні ідей М. Драгоманова, а за головування О. Терлецького — соціалістичного руху, за що й була тимчасово розв'язана (1877); згодом «Січ» віденська відстоювала майже завжди загально-українські політичні позиції. З ініціативи «Січі» віденської, як професійної студентської організації, 1881 року у Коломиї відбулося перше загальне віче галицького і буковинського студентства.
У 1901–1902 роках «Січ» віденська активно підтримала сецесійний рух крайового студентства.
З початку 1900-х pp. «Січ» віденська діяльно включилася у боротьбу за український університет у Львові; 1913 — організувала Стрілецьку Дружину для підготовки у військовій справі, у 1914–1918 рр. — допомагала в акціях Союзу Визволення України та Бойової Управи УСС; 1917 — проголосила ухвалену загальними зборами резолюцію з вимогою об'єднання всіх українських земель в одну українську державу, внаслідок чого знову була тимчасово розпущена.
На початок 1930-х pp. «Січ» віденська розгорнула широку протестаційну акцію проти польських погромів і пацифікації у Східні Галичині.
З кіл «Січі»  вийшла ідея створення централі українських студентських організацій, що нею став заснований 1922 року ЦЕСУС. «Січ» віденська вела, крім праці в ділянці самоосвіти, також культурно-освітню роботу серед українців у Відні і під час воєнних подій харитативну працю серед поранених вояків українців і депортованих з українських земель робітників.
«Січ» віденська розгорнула невелику видавничу діяльність у 1870-х pp. (популярні книжечки для народу) і у 1920–1924 (журнал «Молоде Життя», журнал Драгоманівської Громади при «Січі» віденської «Наш Світ», гумористичний журнал «Єретик»); заходами «Січ» віденської були видані для відзначення річниць товариства окремі альманахи під назвою «Січ» (1898 і 1908) та «Над синім Дунаєм» (1932).
Упродовж свого існування «Січ» віденська провела велику працю для ознайомлення чужинців з Україною і помноження її прихильників.
Проіснувала до 1947 (1941 її перетворено на філію Націоналістичної Організації Українського Студентства — НОУС, але назву «Січ» збережено), коли після совєцької окупації Відня був вивезений на Сибір останній голова С.Наклович, і майже всі члени товариства покинули Відень.